# 용호항 (진도군)
용호항은 전라남도 진도군 고군면 용호리에 있는 어항이다. 1991년 4월 30일 지방어항으로 지정하여 관리하고 있다. 시설관리자는 진도군수이다.

## 유래
진도군 고군면 용호리에 위치하는 항으로 본항이 소속된 진도군은 한반도의 육지군에 비해 선돌, 고인돌이 많이 있는 것을 보면 신석기시대부터 많은 사람들이 이곳에서 생활하였음을 알 수 있다. 이 시기를 전후하여 “바구니섬”이라 불리게 되었다

## 어항 시설
- 방파제 450m, 물양장 190m

## 주요 어종
- 돔, 민어, 숭어, 김, 전복